# Mahmudabad (Indien)
Mahmudabad ist eine Stadt im indischen Bundesstaat Uttar Pradesh.
Die Stadt ist Teil des Distrikts Sitapur. Mahmudabad hat den Status eines Nagar Palika Parishad. Die Stadt ist in 25 Wards gegliedert. Sie hatte am Stichtag der Volkszählung 2011 50.777 Einwohner, von denen 26.665 Männer und 24.112 Frauen waren. Muslime bilden mit einem Anteil von über 57 % die Mehrheit der Bevölkerung in der Stadt. Die Alphabetisierungsrate lag 2011 bei 63,25 %.